# Stars Align
〈Stars Align〉是荷蘭音樂人R3hab和臺灣歌手蔡依林的歌曲。該歌曲由Fadil El Ghoul、Rik Annema、Cimo Fränkel創作、R3hab製作。該歌曲為手機遊戲《和平精英》女生季閃耀推廣曲及手機遊戲《PUBG Mobile》三週年主題曲，於2021年3月21日由Liquid State以單曲形式發行。

## 背景
2020年8月30日，蔡依林經紀人王永良透露她計劃發行新音樂作品。同年11月29日，蔡依林表示將於翌年發行新單曲。同年12月22日，蔡依林表示「新歌真的看運氣，會開始做一些製作，但能否按時完成尚不確定」。2021年1月19日，王永良透露蔡依林已完成新單曲錄製，並表示「新歌選很久」。
同年3月18日，R3hab宣布和蔡依林合作的新單曲將於同月21日發行，蔡依林表示「這首歌無法用言語形容，很期待〈Stars Align〉與大家見面，聽聽粉絲反應」。同月22日，蔡依林透露計劃拍攝該歌曲的MV。

## 創作和錄製
該歌曲以電子舞曲為主軸，融合R3hab擅長的電音節奏，歌曲動感且層次分明，蔡依林的咬字和獨特聲線和舞曲風格相互融合。該歌曲為R3hab和蔡依林首次合作。蔡依林表示，收到Demo時即感喜歡，特別是歌曲中Hook吸引且有趣，聽到成品旋律和節奏後很想跳舞。R3hab表示，他持續突破音樂界線與探索不同風格，和蔡依林合作激發了他的創作和想像。

## 音樂影片
2021年4月5日，美國音樂行銷公司Proximity發布該歌曲的歌詞版MV。同年4月23日，蔡依林發布該歌曲的正式版MV，由陳奕仁執導。MV講述蔡依林在奇幻森林中醒來，遇見一名隱者，隨後跟隨對方來到神秘的摩洛哥風格建築，在此經歷失眠、哭泣、不吃不喝、封閉自我等狀態，歷經愛情的「大病」後，內心逐漸修復。
MV拍攝耗時兩天，蔡依林更換八套風格迥異的服裝。為呈現異國風情，MV於臺灣屏東縣墾丁亞曼達會館取景。蔡依林表示曾於前年赴摩洛哥旅遊，該地建築窗戶面向中庭，房間色調鮮豔，泳池設計華麗，營造富豪感。MV亦在屏東縣港口白榕園拍攝，蔡依林稱此次拍攝機會難得。MV舞蹈動作結合Vogue舞和地板動作，難度高。
2021年12月1日，該歌曲獲YouTube臺灣2021年度熱門音樂影片排行榜第四名。

## 其他版本
2021年4月22日，Alle Farben重新混音的版本發行。2021年5月20日，Faulhaber重新混音的版本發行。

## 商業表現
該歌曲獲得2021年Hit FM年度百首單曲第十名。

## 獎項
2021年12月11日，該歌曲獲得第三屆騰訊音樂娛樂盛典年度十大金曲。

## 曲目
數位下載、串流媒體
1. 〈Stars Align〉——2:41

數位下載、串流媒體——〈Stars Align〉（Alle Farben remix）
1. 〈Stars Align〉（Alle Farben remix）——2:54

數位下載、串流媒體——〈Stars Align〉（Faulhaber remix）
1. 〈Stars Align〉（Faulhaber remix）——2:44

## 排行榜
| 排行榜（2021年） | 最高排名 |
| ---------------- | -------- |
| 中國大陸（騰訊） | 14       |

## 發行歷史
| 地區 | 日期          | 版本              | 格式              | 經銷商       |
| ---- | ------------- | ----------------- | ----------------- | ------------ |
| 全球 | 2021年3月21日 | 原版              | 數位下載 串流媒體 | Liquid State |
| 全球 | 2021年4月22日 | Alle Farben remix | 數位下載 串流媒體 | Liquid State |
| 全球 | 2021年5月20日 | Faulhaber remix   | 數位下載 串流媒體 | Liquid State |

## 外部連結
- YouTube上的〈Stars Align〉（MV幕後花絮）